# بیماری هانتر
بیماری هانتر (به انگلیسی: Hunter Disease) یا موکوپلی ساکارید نوع ۲, نوعی از موکوپلی ساکاریدوز است. این بیماری دو نوع بالینی شدید و خفیف دارد.

## علائم بالینی
زمان تولد، دوران نوزادی و شیرخوارگی: طبیعی.
دوره کودکی: در حوالی دو تا چهار سالگی تظاهر واضح دارد و ازنظر علائم ظاهری کاملاً مشابه بیماری هورلر است بجز اینکه کدورت قرنیه قابل مشاهده در بیماری هانتر دیده نمی‌شود. بعلاوه پیشرفت بیماری ممکن است آهسته تر از بیماری هورلر باشد. بیماری هانتر توسط ضایعات پوستی ندولر از سایر موکوپلی ساکاریدوزها متفاوت است و این ضایعات مشخصا بر روی ناحیه کتف، قسمت فوقانی بازو یا قسمت‌های خارجی ران‌ها ظاهر می‌شود و گاهی ممکن است برنگ عاجی باشد. بیماران مبتلا به شکل شدید بیماری، یافته‌های صورت خشن موکوپلی ساکاریدوزها به همراه کوتاهی قد، بزرگی سر، سفتی و محدودیت حرکت مفاصل را دارند. از دست دادن شنوایی ممکن است شدید نباشد، اما معمولاً پیشرونده می‌باشد. تیره رنگ شدن تدریجی رنگ پوست هم مشاهده می‌شود. علائم تنفسی مزمن، آب ریزش از بینی یا تنفس مشکل، عفونتهای مکرر سیستم تنفسی فوقانی و التهاب گوش میانی ممکن است زودرس‌ترین علائم بیماری باشند. فتق مغبنی و فتق نافی شایع بوده و تکامل مغزی معمولاً حداقل تا ۲ سالگی ادامه می‌یابد. بعلاوه، بزرگی کبد و بزرگی طحال، اسهال، خشونت صدا، دژنره شدن شبکیه منجر به کوری، گلوکوم، پاپیلادما، کوچک شدن مغز، فلج همه اندام‌ها بعلت فشار بر نخاع (ناشی از ضخامت لایه مننژ) و هیدروسفالی دیده می‌شود. کودک مبتلا از دو تا شش سالگی ممکن است فعالیت‌های کنترل نشده مثل پرت کردن، لذت ازایجاد سر وصدا و پرحرکتی را نشان دهد. معمولاً کله‌شق، بی نظم و بدون ترس بوده و به برقراری نظم و ترتیب پاسخ نمی‌دهند. پرداختن به بازی‌های تهاجمی و خشن در این کودکان شایع می‌باشد. عادات غذایی غیرمعمول و مصرف مواد غیر خوراکی، انسداد راه هوایی و عوارض قلبی نظیر نارسایی احتقانی قلب ممکن است مشاهده شود. پس از پنج تا شش سالگی وضعیت بیمار رو به وخامت می‌رود، راه رفتن بی‌ثبات، کاهش فعالیت فیزیکی، پسرفت تکلم، اشکال در خوردن غذاهای جامد و از دست دادن وزن، تشنج، عفونتهای تنفسی مکرر و بالاخره مرگ از عوارض قلبی یا تنفسی تا ۱۵ سالگی رخ می‌دهد. در نوع بالینی خفیف، بیمار در کودکی یافته‌های ظاهری طبیعی یا کمی خشن دارد که با بالا رفتن سن مشخص تر می‌گردند. هوش بیمار طبیعی بوده و ممکن است تا دهه هشتم زتدگی زنده بمانند، اما مرگ در دهه دوم زندگی بعلت بیماری‌های قلبی، تنفسی یا انسداد راه هوایی ممکن است روی دهد.

## نقص آنزیم
نقص در آنزیم ایدورونات سولفاتاز.

## توارث ژنتیکی
وابسته به X مغلوب

## میزان بروز
در انگلستان و ایالت بریتیش کلمبیای کانادا یک مورد در هر ۱۰۰ هزار پسر زنده متولد شده.

## روش تشخیص
- بررسی آنزیم: در گلبول‌های سفید، فیبروبلاستها، سرم یا بافتها.
- ادرار: دفع هپاران سولفات و درماتان سولفات به مقادیر زیاد و تقریباً به نسبت مساوی.

## درمان
درمان جایگزینی با آنزیم تا کنون مؤثر نبوده و پیوند مغز استخوان در موارد کمی انجام شده‌است. درمان اغلب حمایتی می‌باشد.

## آزمون تشخیص قبل از تولد
بررسی آنزیم در آمنیوسیتها یا مایع آمنیوتیک یا نمونه غلیظ شده پرز کوریونی.